# Exechiopsis graphica
Exechiopsis graphica är en tvåvingeart som först beskrevs av Eberhard Plassmann 1978.  Exechiopsis graphica ingår i släktet Exechiopsis och familjen svampmyggor. Arten är reproducerande i Sverige. Inga underarter finns listade i Catalogue of Life.